# SN 2011B
SN 2011B – supernowa typu Ia odkryta 7 stycznia 2011 roku w galaktyce NGC 2655. W momencie odkrycia miała maksymalną jasność 15,80m.